# Steve Pavlina
Steve Pavlina (Santa Mônica, 14 de abril de 1971) é um autor americano de desenvolvimento pessoal, palestrante motivacional e empreendedor. É o criador do site StevePavlina.com – Personal Development for Smart People e do livro Pessoas Inteligentes Sabem o que Querem.

## Biografia
Steve nasceu e foi criado em Los Angeles, o mais velho de quatro irmãos. Foi criado como católico, tendo frequentado na infância um colégio Jesuíta particular.
Em 27 de janeiro de 1991 foi preso por furto em Sacramento, Califórnia, onde lhe foi dada uma sentença de 60 horas de serviço comunitário. Pavlina afirma que esta foi a experiência catalisadora para que buscasse mudanças profundas em sua vida, muito também pelo fato de ter conseguido escapar de uma pena muito mais severa, devido a um erro durante o processo legal.
Depois desta experiência, Pavlina voltou à faculdade, onde em apenas três semestres obteve uma dupla graduação, em Ciências da Computação e Matemática. Logo em seguida, viria a fundar a Dexterity Software, uma companhia independente de desenvolvimento e publicação de jogos de computador. Em 1996 se associou à Association of Software Professionals (ASP), uma associação de desenvolvedores de programas de computador, a qual viria a assumir a presidência no ano de 2000.
Em 1º de outubro de 2004 iniciou seu website StevePavlina.com – Personal Development for Smart People, no qual viria a focar de maneira integral após fechar a Dexterity Software em 31 de outubro de 2006.
Em 2008 foi publicado pela editora Hay House seu livro Pessoas Inteligentes Sabem o que Querem (Personal Development for Smart People), o qual expande vários dos tópicos presentes em seu blog, dando ênfase ao que considera serem os princípios fundamentais do desenvolvimento humano em qualquer área: verdade, amor e poder.
Dois anos depois, Steve colocou todo o conteúdo que criou até então (com exceção de seu livro) sob domínio público, bem como todo conteúdo a ser lançado no futuro (a não ser que explicitamente declarado em contrário).

## Vida pessoal
Foi casado com Erin Pavlina, uma sensitiva e médium americana, com quem teve dois filhos. Os dois se divorciaram em 2009, após 15 anos juntos.
Sua irmã mais jovem, Christine Pavlina, é uma médium profissional.

## Influência
Em 2005 inspirou o músico americano Ben Averch a escrever a canção “No Division”, baseado em um tipo de meditação proposta em um dos posts de seu blog.
Em 2013 a atriz Lindsay Lohan fez uma tatuagem com o triângulo representando os princípios de verdade, amor e poder discorridos por Steve em seu livro.